# Всеобщая история, обработанная «Сатириконом»
«Всеобщая история, обработанная „Сатириконом“» — популярная юмористическая книга, изданная журналом «Сатирикон» в 1910 году, в которой пародийно пересказывается мировая история.

## Содержание
Произведение состоит из 4 разделов:
1. Древняя история (текст — Тэффи, илл. — Александр Яковлев[1])
2. Средняя история (текст — Осип Дымов, илл. — Алексей Радаков)
3. Новая история (текст — Аркадий Аверченко, илл. — Алексей Радаков, Ре-Ми, А. Яковлев, Александр Юнгер[1])
4. Русская история (текст О. Л. Д’Ор, илл. — Ре-Ми)

## Публикация
Впервые информация о предстоящем издании юмористической «Всеобщей истории» появилась в 46-м номере «Сатирикона» за 1909 год:

Все годовые подписчики получат в виде бесплатного приложения роскошно иллюстрированное издание «ВСЕОБЩАЯ ИСТОРИЯ», обработанная «Сатириконом» под углом его зрения, под ред. А. Т. Аверченко. (Хотя наша «Всеобщая история» и не будет рекомендована учёным Комитетом, состоящ. при м-ве народн. просвещ., — как руководство для учебных заведений, но эта книга даст подписчикам единственный случай взглянуть на историческое прошлое народов — в совершенно новом и вполне оригинальном освещении). «ВСЕОБЩАЯ ИСТОРИЯ» будет представлять собой большой том, художественно отпечатанный на хорошей бумаге, с массой иллюстраций лучших русских художников-карикатуристов.
В № 52 был следующий анонс:

Не пройдёт и года, как всякий наблюдательный человек сразу сможет, среди большого общества, отличить подписчиков «Сатирикона», — по громадной эрудиции, здравому взгляду на исторические события и такому оригинальному их освещению, которое сразу собьёт всех питомцев Иловайского с их лживой, жалкой позиции.
Книга вышла как приложение, после этого несколько раз отдельно переиздавалась, так как пользовалась огромной популярностью.

### Проблемы с четвёртой частью
Часть «Русская история» заканчивается Отечественной войной 1812 года, однако это не спасло её от проблем с цензурой.
Издание 1910 года насчитывает 154 страницы, так как вышло без неё, в 1911 году вышел том в 240 страниц, включавший недостающую часть. Издание 1912 года опять оказалось без запрещенного цензурой раздела.
Позже 4-я часть всё-таки получила продолжение — О. Л. Д’Ор. «Николай II Благосклонный. Конец „Русской истории“, изданной в 1912 г. „Сатириконом“» (Петербург, Тип.: «Грамотность», 1917. 31 страница).
В 1922 году 4-я часть с дополнением была издана автором отдельной книгой под заглавием: О. Л. Д’Ор. «Русская история при варягах и ворягах». Дополнение представляет собой главы, посвящённые Александру I, Николаю I и Николаю II, причём последний раздел, опубликованный после революции, по характеру грубого и жестоко-кровавого юмора отличается от общего, достаточно тонкого чёрного юмора книги.

## Характеристика
Для сатирического изображения политического положения России и общественных нравов авторы использовали приём ироничного изображения исторического прошлого России, спроецировав на древнюю эпоху характерные для событий своего времени особенности, а ярких представителей истории наделяя чертами современников.